# Noctua pronuba
Noctua pronuba es una mariposa nocturna. Es la especie tipo de la familia Noctuidae. Es una especie abundante en el Paleártico, una de las polillas más comunes de esa zona. Es un insecto migratorio; a veces grandes cantidades aparecen repentinamente en los márgenes de su zona de distribución habitual.

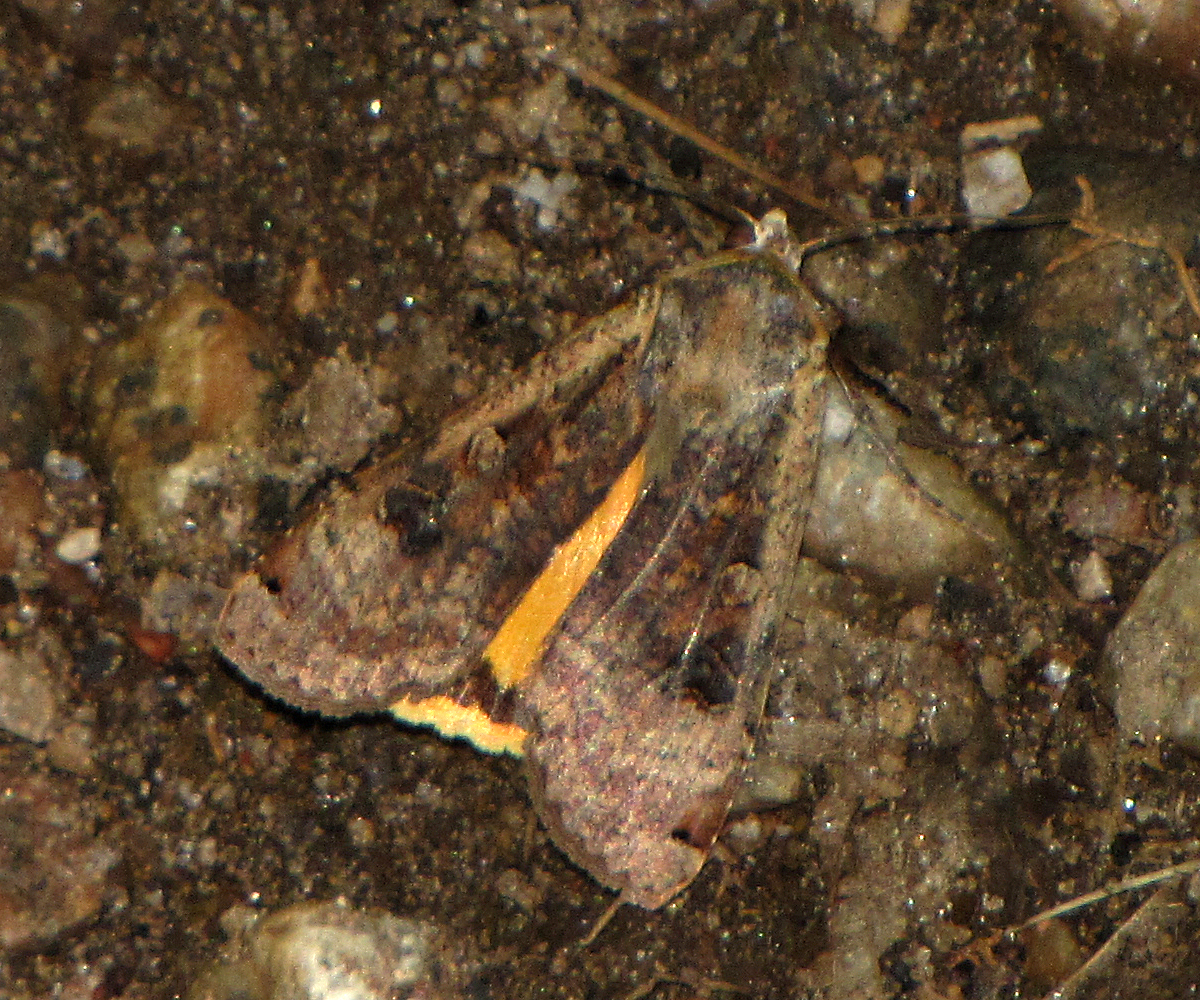
En un bosque de Gatineau Park, Quebec

También está presente en Europa, África del norte, islas Canarias, Medio Oriente, Turquía, los Cáucasos, Transcaucasia y Asia central. Ha sido introducida en Norteamérica, en Nueva Escocia. De allí se ha difundido a otras partes. Llegó a Maine en 1985, a Vermont y Massachusetts en 1989 y posteriormente a estados vecinos hasta Carolina del norte. También ha llegado al oeste, incluyendo Alaska, Colorado, California y otros estados y provincias canadienses en años más recientes (2017).

## Descripción

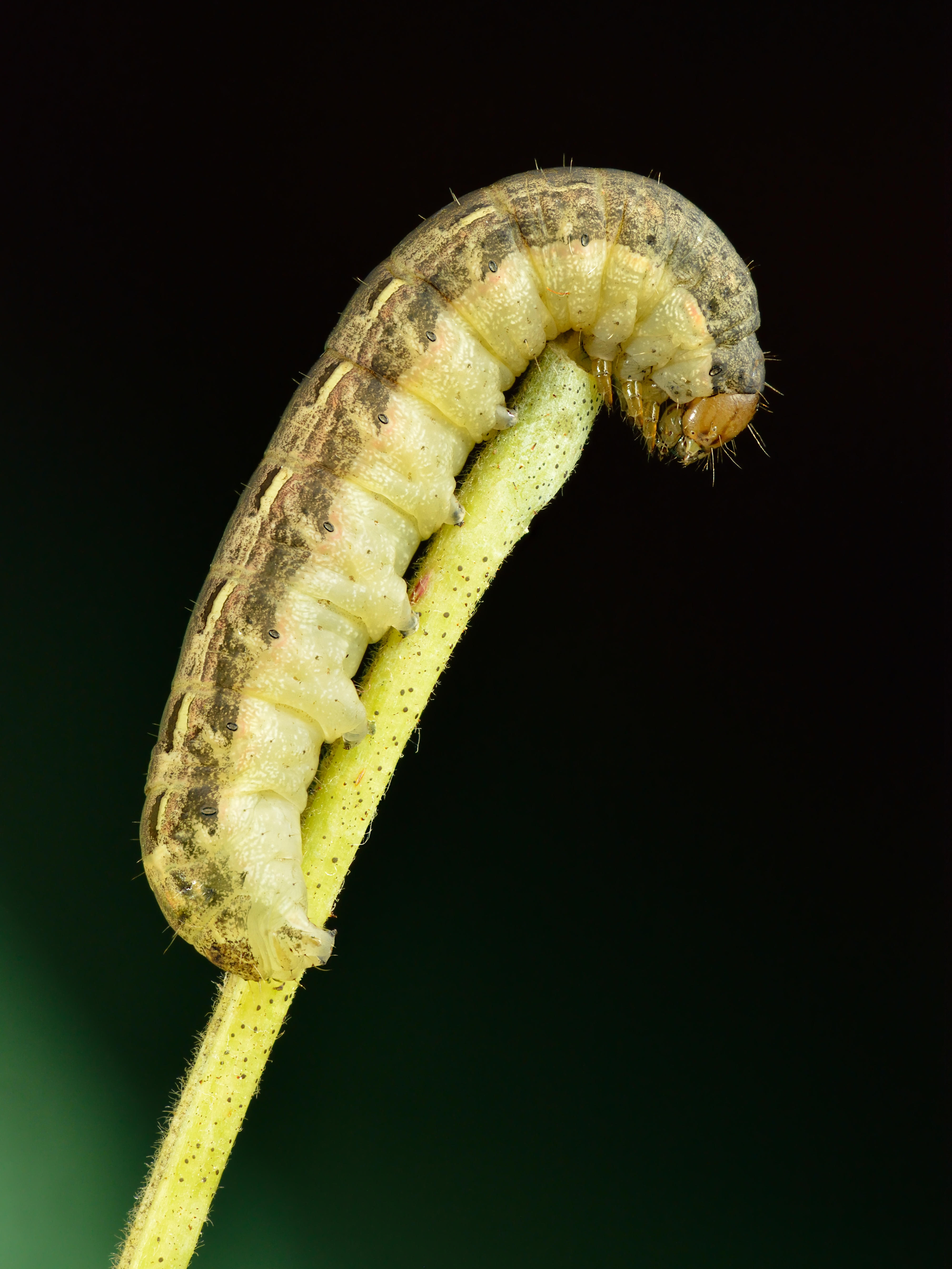
Oruga

Mide 50 a 60 mm. Las alas delanteras son de color variable, desde castaño claro a casi negro. Los individuos más oscuros tienen una raya pálida a lo largo del margen costal del ala. Las alas posteriores son de un amarillo–naranja brillante que solo es visible cuando la polilla abre las alas, especialmente para volar o para confundir a un atacante. Como en muchos otros insectos este aspecto poco llamativo cuando en reposo y llamativo en vuelo puede confundir a los depredadores. Esta especie vuela de noche desde julio a septiembre y es atraída por las luces, a veces en grandes números. Entre las flores que visita el adulto se cuentan Buddleia, Senecio y Centranthus.
La larva es verde o castaña con dos hileras de marcas negras a lo largo del dorso. Esta oruga es una plaga importante que puede destruir muchas plantas herbáceas. Pasa el invierno como larva y se suele alimentar durante los días más templados de invierno.

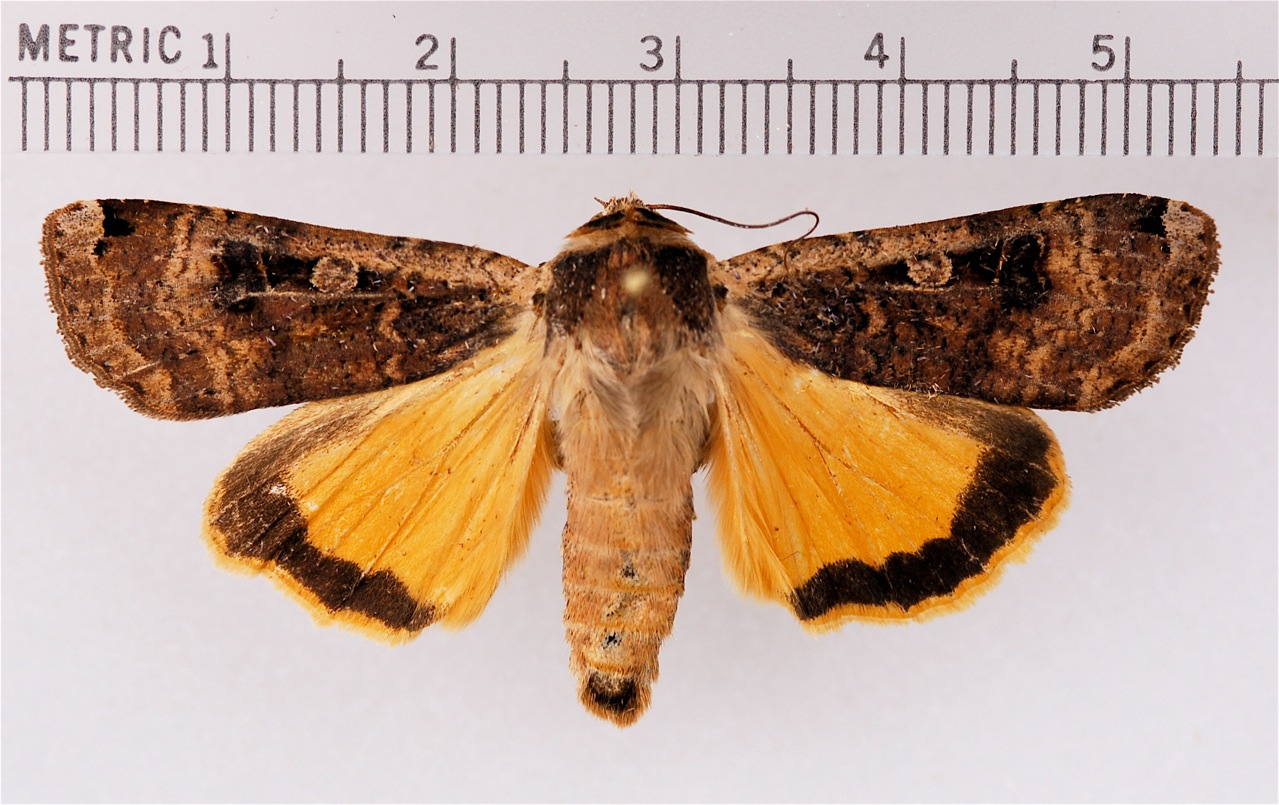
Adulto

## Algunas plantas nutricias
- Allium
- Beta – remolacha
- Brassica – mostazas, repollos
- Calendula
- Chrysanthemum
- Dahlia
- Daucus – zanahoria
- Dianthus – clavel
- Fragaria – frutilla
- Freesia
- Gladiolus
- Hieracium
- Lactuca – lechuga
- Lycopersicon – tomate
- Plantago
- Poaceae
- Primula
- Rheum rhabarbarum –  ruibarbo
- Solanum – patata
- Spinacia oleracea – espinaca
- Taraxacum – diente de león
- Viola – violetas
- Vitis – uvas

Ver Robinson, G.S. et al.